# Теліпко Владислав Едуардович
Владислав Едуардович Теліпко (нар. 3 травня 1988, Миколаїв, Українська РСР) — український юрист, громадський і політичний діяч, науковець та експерт у галузі конституційного права. Колишній президент громадських об'єднань «Український молодіжний правничий союз» і «Матезіс», перший голова Української радикально-демократичної партії, головний редактор журналу «Юридичний авангард», Перший заступник Лідера Радикальної Партії Олега Ляшка в 2011-2013 рр. 

## Сім'я та освіта
Народився 3 травня 1988 року в місті Миколаєві в родині службовців. У 2005 році із золотою медаллю закінчив середню школу. Переможець численних всеукраїнських студентських наукових конкурсів, лауреат низки міжнародних стипендіальних програм. Того ж року вступив до Київського національного університету імені Тараса Шевченка, на юридичний факультет, де здобув ступінь магістра права. Під час навчання неодноразово ставав переможцем студентських змагань: переможець ІІ Всеукраїнського конкурсу студентських наукових робіт з виборчого права (гран-прі, 2006), лауреат VII Міжнародного конкурсу наукових робіт з прав людини (2006), призер І Всеукраїнського конкурсу студентських наукових робіт Європейської Асоціації студентів-юристів в Україні «Право. Погляд у майбутнє» (2007). 
Протягом 2004–2007 років проходив стажування в Школі суспільних наук і державної політики Королівського коледжу Лондонського університету (Велика Британія). 2007 року здобуває ступінь спеціаліста з інтелектуальної та промислової власності й авторського права в Академії інтелектуальної власності Всесвітньої організації інтелектуальної власності ООН (Женева, Швейцарія).

## Професійна діяльність
Трудову діяльність розпочав на посаді юридичного радника групи компаній «Респект Груп».
У серпні 2009 року на Установчому З'їзді в місті Миколаєві стає одним із засновників Української Радикально-Демократичної Партії. У серпні 2010 року обраний Генеральним секретарем і Головою Політради УРДП. На позачерговому з'їзді 8 серпня 2011 обраний членом Політради та першим заступником нового лідера партії — Олега Ляшка.

## Наукова діяльність
У 2006 році розпочинає активну наукову діяльність. Протягом 2006–2009 років стає переможцем численних наукових премій, лауреатом низки міжнародних стипендіальних програм. Веде науково-практичні дослідження в галузі конституційного, парламентського, виборчого, референдного, інформаційного, європейського та міжнародного публічного права, порівняльного правознавства та державознавства.
Автор низки підручників та навчальних посібників для юридичних вишів.

## Громадська діяльність
У 2007 році стає засновником і президентом Фундації політико-правових досліджень «Матезіс». З 2008 по 2010 рік президент Всеукраїнської молодіжної громадської організації «Національний молодіжний правничий Союз». З травня 2009 року — головний редактор журналу «Юридичний авангард». З серпня 2009 року — Генеральний секретар Української Радикально-Демократії Партії.
Член Українського геральдичного товариства, Міжнародної асоціації конституційного права.

## Особисте життя і захоплення
Є давнім прихильником й ентузіастом вексилологічної науки та геральдики.  З 2006 року дійсний член Українського геральдичного товариства.  Владислав Теліпко послідовно підтримує ідею ухвалення парламентом закону, який би установив Великий Державний Герб України, як того вимагає стаття 20 Конституції України. Однак наразі жоден із поданих до Верховної Ради законопроектів не відповідав геральдичним вимогам.

## Нагороди і відзнаки
- 2010 — лауреат Премії Кабінету Міністрів України за особливі досягнення молоді у розбудові України[5].
- 2010 — лауреат Премії Верховної Ради України за внесок молоді у розвиток парламентаризму та місцевого самоврядування[6].

## Видання та публікації
- Універсальна теорія держави і права: Підручник. – К.: БІНОВАТОР, 2007. – 512 с. – ISBN 978-966-96561-3-12[7]
- Конституційне та конституційно-процесуальне право України: Навч. посіб. [для студ. вищ. навч. закл.] – К.: Центр учбової літератури, 2008. – 568 с. – ISBN 978-966-364-852-1, рекомендовано Міністерством освіти і науки України (Лист № 1.4/18-Г-2049 від 09.09.2008)[8][9]
- Трудове право України: Навч. посіб. / За заг. ред. Теліпко В. Е.: – К.: Центр учбової літератури, 2009. – 456 с. – ISBN 978-966-364-910-8[10][11]
- Юридичний путівник виборця: виборче право, виборчі системи, виборчий процес. – К.: Центр учбової літератури, 2010. – 336 с. – ISBN 978-966-970-344-6[12]
- Міжнародне публічне право: Навч. посіб. / За заг. ред. Теліпко В.Е. – К.: Центр учбової літератури, 2010. – 608 с. – ISBN 978-611-01-0077-9 [13]
- Парламентське право. Академічний курс. Підручник. – К.: Центр учбової літератури, 2010. – 664 с. – ISBN 978-611-01-0015-9[14]
- Юридичний путівник споживача: Навч.-прак. посіб. / За заг. ред. Теліпко В.Е. – К.: Центр учбової літератури, 2010. – 368 с. – ISBN 978-611-01-0121-9[15]
- Механізм ухвалення Конституції України: у площині пошуку оптимального варіанта[16]
- Оптимальна виборча система у площині пошуку[17]